# Viville (Charente)
Pour les articles homonymes, voir Viville.
Viville (se prononce [vivil]) est une ancienne commune du Sud-Ouest de la France, située dans le département de la Charente (région Nouvelle-Aquitaine). Depuis le 1er janvier 2017, elle est devenue une commune déléguée de la commune nouvelle de Bellevigne.
Ses habitants sont les Vivillois et les Vivilloises.

## Géographie

### Localisation et accès
Viville est située à 6 km au nord-est de Barbezieux et 26 km au sud-ouest d'Angoulême, dans la vallée du Né.
Le bourg de Viville est aussi à 10 km au sud de Châteauneuf-sur-Charente, chef-lieu de son canton, 13 km à l'ouest de Blanzac, 13 km au sud de Segonzac, 14 km à l'est d'Archiac et 25 km au sud-est de Cognac.
La route principale de la commune est la route nationale 10 entre Angoulême et Bordeaux, qui en fait la limite sud-est, et que l'on rejoint par l'échangeur de Pont-à-Brac en direction d'Angoulême et Barbezieux-nord en direction de Bordeaux. Le bourg est desservi par la D 151 qui traverse la commune d'est en ouest en longeant le Né sur sa rive droite. La D 84 ou la D 14, à l'est de la commune, mènent à Châteauneuf.
La gare la plus proche est celle de Châteauneuf, desservie par des TER à destination d'Angoulême, Cognac, Saintes et Royan.

### Hameaux et lieux-dits
La commune ne comporte pas de véritable hameau, mais quelques fermes et écarts. On peut citer chez Baron, chez Damouroux, chez Sébille, Bellevue au nord et la Gare à l'est.

### Communes limitrophes
| Touzac (Bellevigne) |              | Malaville (Bellevigne) |
|                     | Viville      | Nonaville (Bellevigne) |
|                     | Saint-Médard |                        |

### Géologie et relief
La commune est située dans les coteaux calcaires du Bassin aquitain datant du Crétacé supérieur, comme toute la moitié sud du département de la Charente.
Le territoire communal est occupé par le Campanien, qui est un calcaire crayeux, et qui a donné son nom cette région vallonnée de la Champagne charentaise qui occupe une grande partie du Sud Charente et du Cognaçais.
La vallée du Né, au sud, est occupée par des alluvions récentes du Quaternaire,,.
Le relief de la commune est celui d'un plateau descendant au sud vers la vallée du Né et creusé de petits vallons. Son point culminant est à une altitude de 95 m, situé en limite nord près de chez Sébille. Le point le plus bas est à 37 m, situé le long du Né en limite sud-ouest. Le bourg, construit sur la rive droite du Né, est à 57 m d'altitude.

### Hydrographie
Le Né, affluent de la Charente, arrose le sud de la commune en formant de nombreuses îles.
Le Rû de Chadeuil, ruisseau intermittent descendant de Malaville, se jette dans le Né sur la limite orientale de la commune. Il était aussi appelé ruisseau des Regains au début du XXe siècle.

### Climat
Comme dans les trois quarts sud et ouest du département, le climat est océanique aquitain.

## Toponymie
Le nom de la localité est attesté sous les formes Vievilla, Vieyvilla  vers 1300, Visvilla en 1201-1300, Vevilhe en 1373.
Il s'agit d'une formation toponymique médiévale en -ville, appellatif roman qui avait le sens de « domaine rural ». Le premier élément Vi- semble représenter l'ancien français viez ou une forme occitane équivalente *viey-, terme issu ultimement du latin vetus (dont le diminutif vetulus a donné l'adjectif vieux), d'où le sens global de « domaine rural ancien »,. Dans ce cas il s'agit d'un homonyme des nombreux Viéville normands.
Remarque : Les noms en -ville en Charente, fréquents entre Barbezieux et Châteauneuf, auraient un rapport à l'origine avec des établissements francs après le VIe siècle en Aquitaine, comme au sud-est de Toulouse, bien qu'ils puissent être aussi mis en rapport avec les Saxons en Charente.

## Histoire
Au XIIe siècle, une commanderie du temple, la commanderie des Templiers Saint-Jean-Baptiste y est fondée. Elle est ensuite cédée aux Hospitaliers de Saint-Jean de Jérusalem et unie à la paroisse.
Entre 1872 et 1939, la commune était desservie par la ligne de Châteauneuf à Barbezieux et possédait une gare, à l'est du bourg.

## Administration
| Période                                  | Période       | Identité         | Étiquette | Qualité                                 |
| ---------------------------------------- | ------------- | ---------------- | --------- | --------------------------------------- |
| Les données manquantes sont à compléter. |               |                  |           |                                         |
| ?                                        | maire en 1943 | Gaston Briand    | ?         | Nommé conseiller départemental en 1943. |
| 2001                                     | 2008          | Geneviève Babine |           |                                         |
| 2008                                     | En cours      | Michel Lalanne   | SE        | Auditeur de banque                      |

## Démographie

### Évolution démographique
L'évolution du nombre d'habitants est connue à travers les recensements de la population effectués dans la commune depuis 1793. À partir du 1er janvier 2009, les populations légales des communes sont publiées annuellement dans le cadre d'un recensement qui repose désormais sur une collecte d'information annuelle, concernant successivement tous les territoires communaux au cours d'une période de cinq ans. 
Pour les communes de moins de 10 000 habitants, une enquête de recensement portant sur toute la population est réalisée tous les cinq ans, les populations légales des années intermédiaires étant quant à elles estimées par interpolation ou extrapolation. Pour la commune, le premier recensement exhaustif entrant dans le cadre du nouveau dispositif a été réalisé en 2007,.
En 2014, la commune comptait 119 habitants, en évolution de −10,53 % par rapport à 2009 (Charente : +0,65 %, France hors Mayotte : +2,49 %).
| 1793 | 1800 | 1806 | 1821 | 1831 | 1841 | 1846 | 1851 | 1856 |
| ---- | ---- | ---- | ---- | ---- | ---- | ---- | ---- | ---- |
| 194  | 186  | 166  | 164  | 194  | 161  | 206  | 210  | 203  |

| 1861 | 1866 | 1872 | 1876 | 1881 | 1886 | 1891 | 1896 | 1901 |
| ---- | ---- | ---- | ---- | ---- | ---- | ---- | ---- | ---- |
| 203  | 186  | 170  | 164  | 161  | 126  | 120  | 118  | 123  |

| 1906 | 1911 | 1921 | 1926 | 1931 | 1936 | 1946 | 1954 | 1962 |
| ---- | ---- | ---- | ---- | ---- | ---- | ---- | ---- | ---- |
| 128  | 128  | 132  | 140  | 138  | 154  | 123  | 143  | 127  |

| 1968 | 1975 | 1982 | 1990 | 1999 | 2007 | 2012 | 2014 | - |
| ---- | ---- | ---- | ---- | ---- | ---- | ---- | ---- | - |
| 122  | 125  | 140  | 139  | 140  | 134  | 120  | 119  | - |

### Pyramide des âges
| Hommes | Classe d’âge | Femmes |
| ------ | ------------ | ------ |
| 0,0    | 90 ans ou +  | 1,5    |
| 10,4   | 75 à 89 ans  | 16,4   |
| 9,0    | 60 à 74 ans  | 7,5    |
| 26,9   | 45 à 59 ans  | 23,9   |
| 20,9   | 30 à 44 ans  | 19,4   |
| 10,4   | 15 à 29 ans  | 11,9   |
| 22,4   | 0 à 14 ans   | 19,4   |

| Hommes | Classe d’âge | Femmes |
| ------ | ------------ | ------ |
| 0,5    | 90 ans ou +  | 1,6    |
| 8,2    | 75 à 89 ans  | 11,8   |
| 15,2   | 60 à 74 ans  | 15,8   |
| 22,3   | 45 à 59 ans  | 21,5   |
| 20,0   | 30 à 44 ans  | 19,2   |
| 16,7   | 15 à 29 ans  | 14,7   |
| 17,1   | 0 à 14 ans   | 15,4   |

## Économie
La viticulture est une activité importante de Viville, qui est située dans la zone d'appellation d'origine contrôlée cognac, en Grande Champagne, premier cru classé du cognac.
La commune compte des petits producteurs de cognac, de pineau des Charentes et de vin de pays.

## Équipements, services et vie locale

### Voie verte
L'ancienne voie ferrée de Châteauneuf à Saint-Yzan a été aménagée en voie verte en 2004. Celle-ci va de Barbezieux à Clérac, en Charente-Maritime. Au nord de Barbezieux, elle a été prolongée jusqu'à Saint-Médard qui en marque l'extrémité goudronnée en 2015. La liaison jusqu'à Châteauneuf est à l'étude,.

## Lieux et monuments
L'église paroissiale est la commanderie de Templiers Saint-Jean-Baptiste qui date du XIIe siècle, a été restaurée au XIVe siècle puis en 1845, avec réfection en briques de la voûte de la nef.
Elle comporte deux chapiteaux datant du XIIe siècle en calcaire ornementés de pointes de diamant, dents de loup, damiers et feuilles avec une représentation d'animaux, des quadrupèdes adossés broutant ou crachant des feuilles.
Le patrimoine bâti comporte des parties d'une maison du XVIe siècle, d'une autre du XVIIIe siècle et d'un moulin du XIXe siècle.

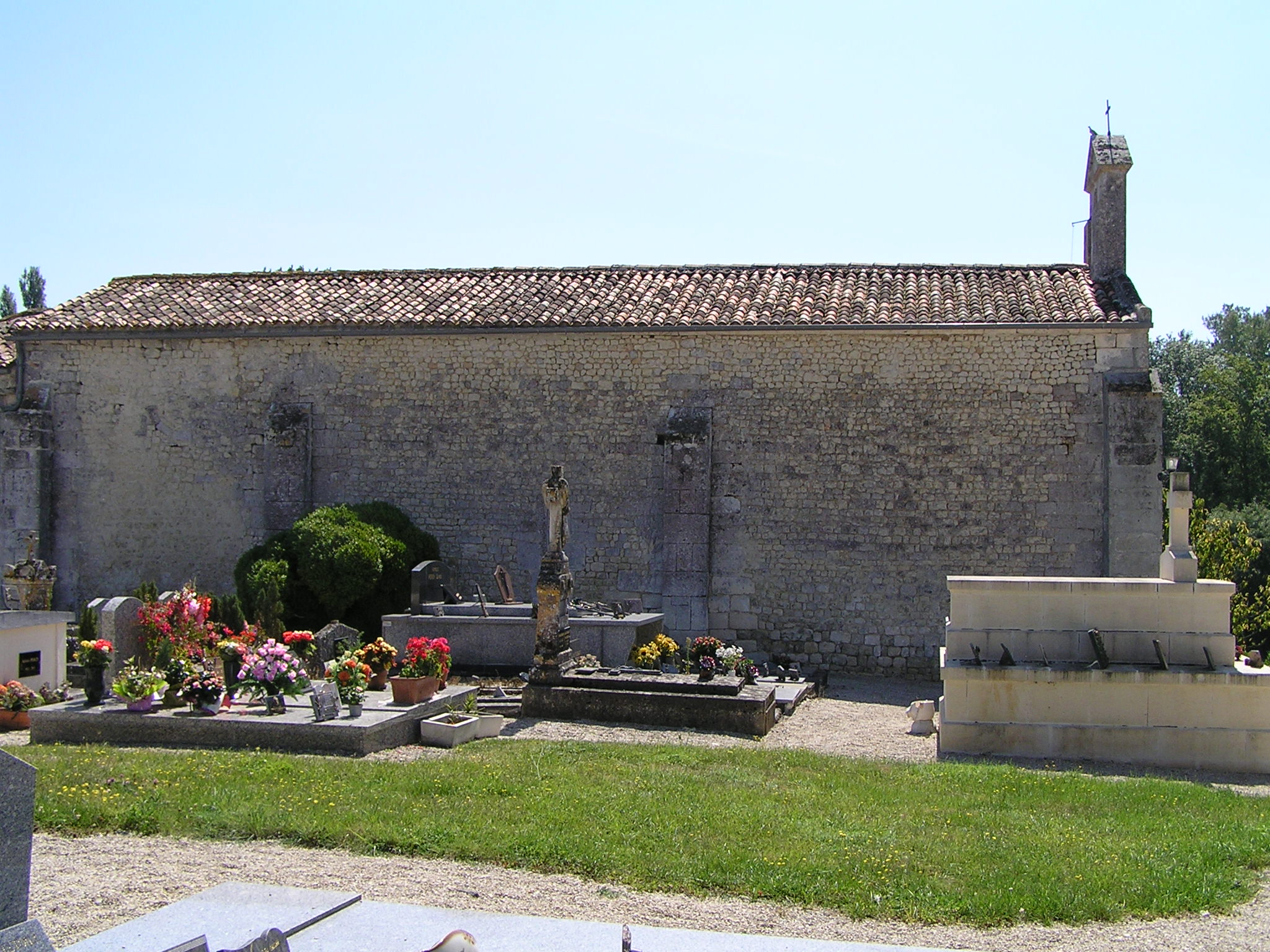
L'église au milieu du cimetière
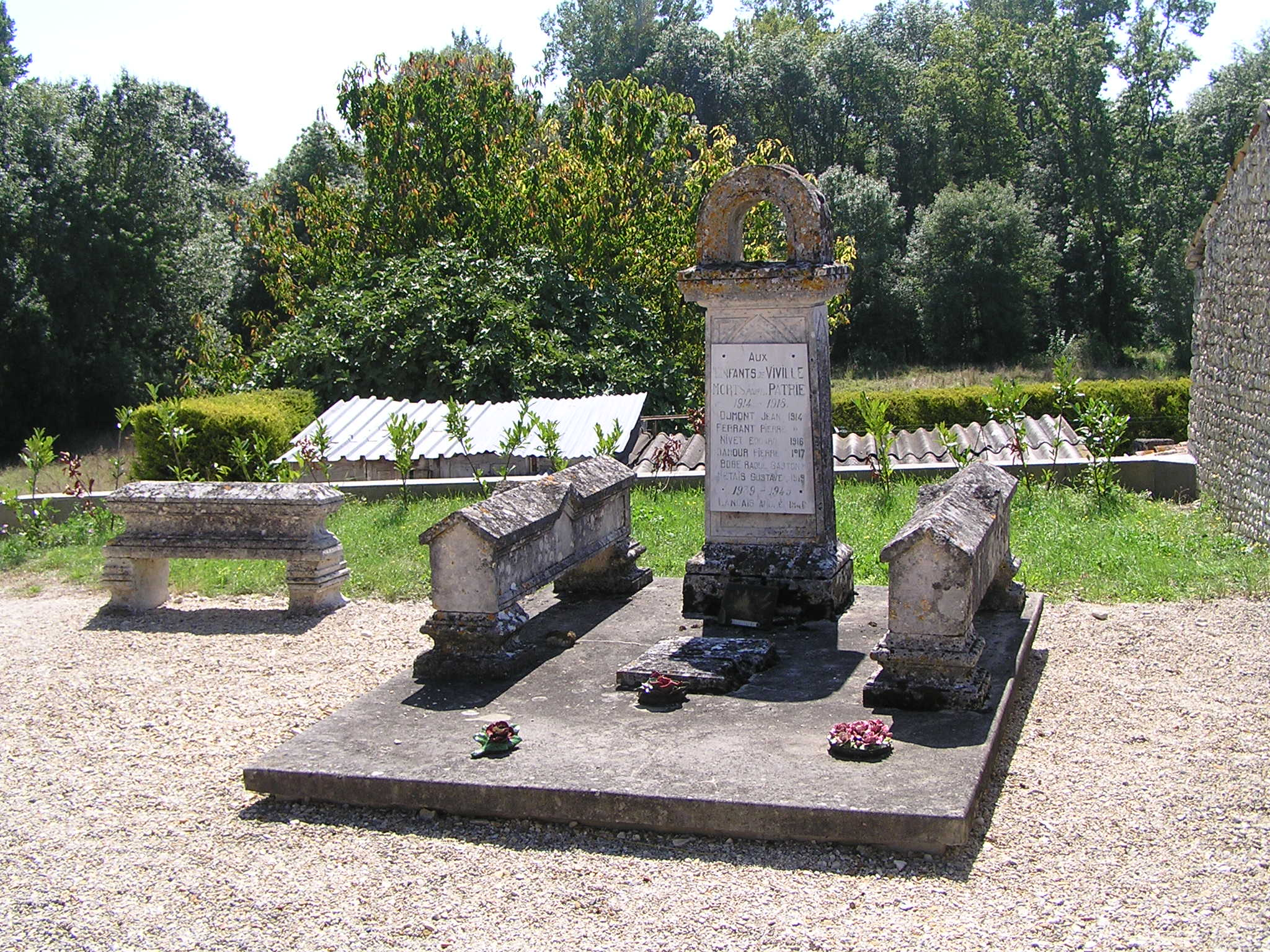
Monument aux morts devant l'église